# Les Palmes de monsieur Schutz
Les Palmes de monsieur Schutz és una peça de teatre de Jean-Noël Fenwick estrenada el 19 de setembre de 1989 al Théâtre des Mathurins. Està inspirada en la vida de Pierre Curie i de Marie Curie i narra els seus treballs a l'École supérieure de physique et de chimie industrielles de la ville de Paris (ESPCI ParisTech), on van descobrir que l'urani emetia un corrent elèctric i la existència del radi. L'escola és dirigida per Paul Schützenberger, "Mr. Schutz", que busca obtenir l'Orde de les Palmes Acadèmiques, d'aquí el títol de l'obra.
Després de més de 1000 representacions i 4 Molières el 1990, l'obra es va tornar a prendre el 1990 al théâtre des Célestins de Lió, el 1993 al théâtre de la Michodière, en 1994 novament als Mathurins i en 1997 novament a Michodière (tots dirigits per Gérard Caillaud), i traduïda a 21 idiomes, entre ells el xinès i el japonès. El 2013 es va tornar a estrenar al Théâtre Michel. També fou adaptada al cinema el 1997per Claude Pinoteau amb Isabelle Huppert, Charles Berling i Philippe Noiret.

## Théâtre des Mathurins, 1989
Estrenat el 18 de setembre de 1989.
- Direcció : Gérard Caillaud
- Decorats i vestuari : Jacques Voizot
- Il·luminació : Geneviève Soubirou

Amb
- Stéphane Hillel: Pierre Curie
- Sonia Vollereaux: Marie Curie
- Christiane Muller: Georgette
- Patrick Zard': Gustave Bémont
- Gérard Caillaud: Rodolphe Schutz
- Claude d'Yd: el rector de Clausat
- Pascal Vinet: Blaise, l'escrivà

Representat amb el mateix repartiment al théâtre des Célestins del 19 de desembre al 14 de gener de 1991.

## Théâtre de la Michodière, 1993
Del 10 de juliol de 1993 al 2 de gener de 1994.
Amb
- Jean-Paul Bordes: Pierre Curie
- Ninou Fratellini : Marie Curie
- Michèle Bardollet: Georgette
- Patrick Zard': Gustave Bémont
- Franck-Olivier Bonnet: Rodolphe Schutz
- Claude d'Yd: el rector de Clausat
- Franck Walega: Blaise, l'escrivà

## Théâtre des Mathurins, 1994
Del 20 de maig de 1994 al 15 de juliol de 1995.
Amb
- Emmanuel Patron: Pierre Curie
- Beata Nilska: Marie Curie
- Claudine Collas: Georgette
- Jean Dell: Gustave Bémont
- Gérard Caillaud: Rodolphe Schutz
- Claude d'Yd: el rector de Clausat
- Pascal Vinet: Blaise, l'escrivà

## Théâtre de la Michodière, 1997
Del 10 de juliol de 1997.
Amb
- Emmanuel Patron: Pierre Curie
- Beata Nilska: Marie Curie
- Christiane Muller: Georgette
- Patrick Zard': Gustave Bémont
- Gérard Caillaud: Rodolphe Schutz
- Claude d'Yd: le rector de Clausat
- Nils Zachariasen: Blaise, l'escrivà

## Théâtre Michel, 2013
Del 19 de setembre de 2013 al 24 de maig de 2014
El mateix equip artístic llevat
- Direcció artística : Patrick Zard' sota direcció de Gérard Caillaud
- Vestuari : Brigitte Faur-Perdigou
- Cartell Philippe Lemoine

Amb
- Benjamin Egner: Pierre Curie
- Constance Carrelet: Marie Curie
- Valérie Vogt: Georgette
- Guillaume Bouchède: Gustave Bémont
- Daniel Hanssens: Rodolphe Schutz
- Michel Crémadès: el rector de Clausat
- Nicolas Coutellier : Blaise (l'escrivà)

## Distincions
- Molières 1990:
  - Millor espectacle privat de teatre
  - Millor autor - Jean-Noël Fenwick
  - Millor director - Gérard Caillaud
  - Millor decorador - Jacques Voizot
- Gran Premi del jove teatre de la Acadèmia francesa

## Versió en castellà
Ha estat traduït al castellà per Juan José de Arteche Fou estrenada el 20 de setembre de 1991 al Teatre Fígaro de Madrid sota direcció d'Ángel García Moreno i escenografia de Jacques Voizot i protagonitzada per Amparo Larrañaga i Iñaki Miramón en el paper dels esposos Curie, i Carmen Rossi, Roberto Acosta, José María Álvarez, i Ángel Terrón en els papers restants.